# CCM Airlines

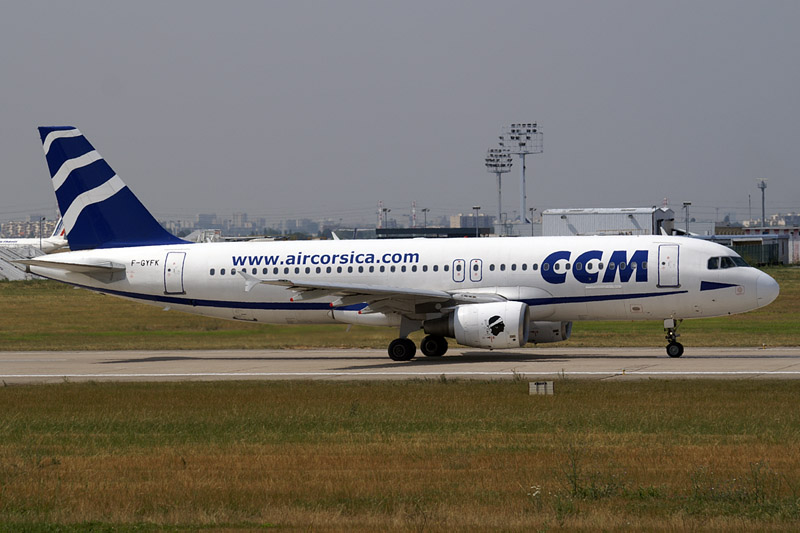
Máy bay Airbus A320 của CCM Airlines

CCM Airlines, tên đầy đủ là Compagnie Aérienne Corse Méditerranée S.A.E.M., (mã IATA = XK, mã ICAO = CCM) là hãng hàng không của Pháp, trụ sở ở Ajaccio, Corse. Hãng có các tuyến đường chở khách từ đảo Corse tới Pháp. Căn cứ chính của hãng ở Sân bay Ajaccio - Campo dell'Oro, và các căn cứ khác ở Sân bay Figari Sud-Corse, Sân bay Bastia - Poretta và Sân bay Calvi - Sainte-Catherine.

## Lịch sử
Hãng được thành lập ngày 1.1.1989 dưới tên "Compagnie Corse Méditerranée" và bắt đầu hoạt động từ tháng 6/1990. Tháng 11/2000 hãng đổi tên thành CCM Airlines. Hãng do Collectivite Territoriale Corse sở hữu 60.37%, Air France 11.94%, Crédit Agricole 7.55%, SNCM 6.68% và phần còn lại của 6 nhà đầu tư nhỏ. Hãng hiện có 653 nhân viên (tháng 3/2007).

## Các nơi đến
(Tháng 5/2006):
- Pháp
  - Ajaccio
  - Bastia
  - Bordeaux
  - Calvi
  - Clermont-Ferrand
  - Figari
  - Lille
  - Lyon
  - Marseille
  - Montpellier
  - Nantes
  - Nice
  - Paris
  - Quimper
  - Strasbourg
  - Toulouse
- Thụy Sĩ
  - Geneva

## Đội máy bay
(Tháng 3/2007) :
- 2 Airbus A319-100
- 2 Airbus A320-200
- 1 ATR 72-200
- 4 ATR 72-500 (plus 2 on order)

Tính tới tháng 3/2006, tuổi trung bình các máy bay của CCM Airlines là 8.9 năm.